# TD-25M
TD-25M – spycharka produkowana w Hucie Stalowa Wola od 1974, w ramach licencji know - how, firmy International Harvester, otrzymanej w 1972. To druga co do wielkości spycharka produkcji HSW po maszynie TD-40, przeznaczona m.in. do pracy w kopalniach odkrywkowych, cementowniach, żwirowniach i elektrociepłowniach. Produkowana obecnie pod marką Dressta.

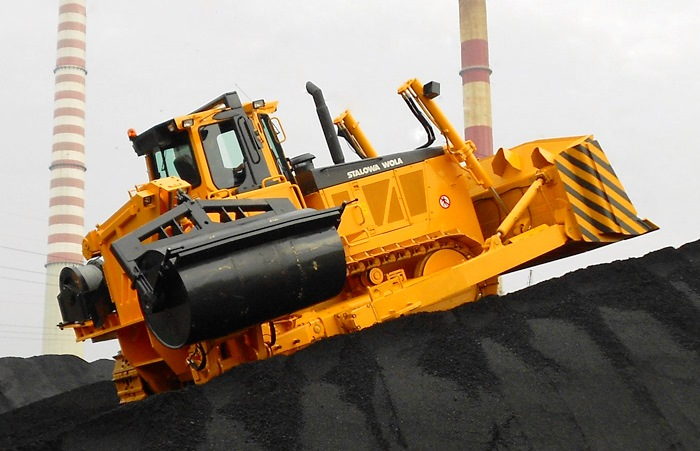
Spycharka TD-25M Extra z walcami do zagęszczania węgla

## Konstrukcja
Licencyjną wersją była spycharka TD-25C, o mocy silnika 285 KM. Spycharkę zaprojektowano jako konstrukcję modułową, pozwalającą by podstawowe zespoły maszyny mogły być wymieniane bez potrzeby demontażu innych zespołów. Do połowy roku 1977 wykonano ponad 500 sztuk wersji TD-25C.
W okresie produkcji maszyna była zmodernizowana do wersji TD-25M, zastosowano m.in. nowy silnik, przekładnie, kabinę i sterowanie maszyną.
Zastosowany, dwubiegowy mechanizm skrętu, zwiększa liczbę przełożeń do sześciu, dzięki czemu maszyna nie musi się zatrzymywać, aby zmienić kierunek jazdy. Maszynę napędza silnik firmy Cummins, który ma sześć cylindrów i pojemność 12 litrów. Turbodoładowana jednostka rozwija moc 375 KM, oraz maksymalny moment obrotowy 1825 Nm, przy 1400 obr./min.
Silnik współpracuje z trzybiegową skrzynią biegów sterowaną elektrohydraulicznie, która posiada dwa zakresy pracy – wysoki i niski. W zależności od biegu i wybranego zakresu pracy, spycharka może poruszać się do przodu z prędkością od 3 km/h do 10,3 km/h, do tyłu może jechać szybciej, od 3,7 km/h do 12,3 km/h.
Biegi i zakres pracy skrzyni jest wybierany za pomocą dżojstika. Standardowo spycharka wyposażona jest m.in. w pneumatyczny fotel kierowcy i klimatyzację.
Masa maszyny wynosi około 36 ton.
Wymiary gabarytowe
- Wysokość do dachu kabiny (FOPS) 3670 mm
- Wysokość do osłony ROPS 3800 mm
- Wysokość do rury wydechowej 3930 mm
- Wysokość ostrogi 76 mm
- Prześwit nad podłożem 576 mm
- Długość, maszyna bazowa 5070 mm
- Długość z lemieszem i zaczepem 6880 mm
- Długość z lemieszem i zrywakiem 1-zębnym/ 3-zębnym 8940 mm/8380 mm
- Długość styku gąsienicy z podłożem 3270 mm
- Szerokość maszyny z gąsienicami 2700 mm
- Szerokość z czopami 3210 mm
- Rozstaw gąsienic 2140 mm[3]